# .ir
.ir — национальный домен верхнего уровня для Ирана. Регулируется некоммерческой организацией, Институтом исследований фундаментальных наук

## Домены второго уровня
- .ir — основной домен первого уровня
- .ac.ir — для доменов, связанных с академической наукой
- .co.ir — для предприятий, коммерческих организаций
- .gov.ir — государственные учреждения (Исламской республики Иран)
- .id.ir — личный
- .net.ir — для интернет-провайдеров и сетевых компаний, одобренных IRTCT
- .org.ir — для некоммерческих организаций
- .sch.ir — для начальных и средних школ